# Herculà
Herculà (en llatí: Herculaneum; italià: Ercolano) va ser una ciutat de la Campània, situada vora la badia de Nàpols i al peu del Vesuvi, en un turó que s'eleva entre dos rius, tal com diu l'historiador romà Luci Corneli Sisenna. El primer autor antic que la menciona va ser Teofrast (segle vi aC).
Era una ciutat secundària i la seva fama deriva del fet que l'explosió del volcà de l'any 79 la va destruir i sepultar completament, i del fet que se n'han trobat les restes, en part molt ben conservades.
Les ruïnes d'Herculà es troben al mig de l'actual ciutat d'Ercolano, anomenada Resina fins al 1969, quan se li va canviar el nom pel de la ciutat antiga. L'any 1997 va ser declarada Patrimoni de la Humanitat juntament amb les ruïnes de Pompeia i Oplontis (Torre Annunziata).

## Història
Els grecs atribuïen la seva fundació a Hèrcules, però no consta l'establiment de cap colònia grega en aquest indret en temps històrics, i encara que probablement va rebre pobladors grecs procedents de Neàpolis i de Cumes, no es pot considerar una ciutat grega. Estrabó diu que era una ciutat dels oscs i després va ser ocupada pels tirrens (etruscs), i més endavant pels samnites quan aquests darrers van ocupar la Campània. L'any 293 aC, el cònsol romà Carvili va prendre als samnites i va ocupar una ciutat anomenada Herculaneum, però es creu que es tracta d'una ciutat diferent situada més a l'interior. En tot cas, va passar a Roma amb la resta de la Campània i no va tenir cap paper destacat amb l'excepció de l'episodi de la guerra social, quan es va revoltar contra Roma i el cònsol Tit Didi la va assetjar amb l'ajut d'una legió d'hirpins dirigida per Minaci Magi Asculanense. Es creu que Sul·la hi va establir una colònia romana, però no s'ha pogut demostrar.
Va ser un municipi romà a partir de l'any 89 aC, i va posseir unes fortificacions importants (Estrabó l'anomena φρούριον ('frúrion', és a dir 'fortalesa'). La ciutat tenia un dels millors ports de la costa, probablement al lloc anomenat Retina.
Sota Neró va patir un terratrèmol (l'any 63) que la va deixar en part en ruïnes; segurament és el mateix terratrèmol que va afectar seriosament Pompeia i que Tàcit esmenta l'any 62. L'any 79, el 24 d'agost, la ciutat va ser colgada per les cendres de l'explosió del volcà Vesuvi, tal com va passar a Pompeia, Oplontis i Estàbia. Les cendres del volcà van soterrar Herculà uns quinze metres. Plini el Jove, que era a la ciutat, descriu l'erupció però no esmenta el nom de la ciutat. Herculà no es va reconstruir, però alguns grups de gent van poder establir-se al mateix lloc, que va acabar rebent altre cop el nom d'Herculaneum, tal com apareix als Itineraris al segle iv. Aquest establiment un altre cop va ser destruït per una altra erupció l'any 472 i no torna a ser esmentat.

## El recinte arqueològic
Les excavacions van començar el 1738, quan es va trobar un teatre a la població de Resina (l'actual Ercolano), i es van continuar a la mateixa Resina (l'antiga Retina) i a Portici, on es van descobrir diversos objectes, el fòrum amb dos temples i una basílica. Aquesta darrera, se sap per una inscripció que la va construir Marc Noni Balb, pretor i procònsol, que al mateix temps, també a costa seva, va restaurar les portes i muralles de la ciutat. Dels dos temples, un era dedicat a la mare dels déus (Magna Mater) i Vespasià el va restaurar després del terratrèmol del 63; l'altre, dedicat a Hèrcules, tenia bellíssimes pintures murals que són avui dia al Museu Arqueològic Nacional de Nàpols. Encara que els edificis que s'han trobat estan molt malmesos, una part de material orgànic es va conservar, especialment la fusta, i les excavacions d'Herculà són molt interessants en aquest aspecte.
Les troballes de Resina i Portici es van publicar a Le antichità di Ercolano sota el patrocini del rei de les Dues Sicílies i van tenir una forta repercussió. Els objectes van ser portats a museus, principalment al de Nàpols, però a causa de l'ocupació del terreny les restes de la ciutat van quedar cobertes altre cop. Modernament, s'han fet més excavacions i la vida a la ciutat ha pogut ser reconstruïda amb fidelitat.
S'ha pogut reconstruir el plànol aproximat d'Herculà, probablement una quarta part de l'antiga zona urbana, i es conserven dibuixos traçats pels tècnics a l'època de les primeres excavacions. La ciutat, que estava rodejada per muralles almenys per una part, s'estenia per una superfície aproximadament de 370 m per 320 m i era de planta regular. Els carrers estan traçats segons l'urbanisme romà, en angle recte, el decumanus en direcció est-oest i el cardo de nord a sud, i formant insulae amb un o més edificis. L'entrada de les cases es feia des del cardo. A la banda sud de la muralla, que no era necessària ja en temps d'August, es van construir luxoses vil·les. Fora de les muralles hi havia un camp sagrat i uns banys. Al voltant de la ciutat es van construir diverses vil·les, entre elles la famosa Vil·la dels Papirs, de Luci Calpurni Pisó, sogre de Juli Cèsar, la de més anomenada de les que s'han trobat, amb una gran quantitat de llibres i d'escultures. S'ha pogut reconstruir la biblioteca amb modernes tècniques, tot i que els llibres, principalment de filosofia, són de menys interès.
Les cases de les insulae tenien a la planta baixa diversos tipus de botigues que permeten conèixer la vida quotidiana d'Herculà i del seu entorn socioeconòmic. Una botiga del cardo IV conserva encara el taulell de fusta amb les àmfores del comerciant de vins perfectament col·locades, i també els contenidors de gra. Al Decumanus maximus s'han conservat també altres botigues, una amb un rètol pintat, i una altra que devia ser d'un ferrer. Encara en una altra s'han trobat petits recipients de vidre encara tancats. Davant de les insulae normalment hi havia un pòrtic, i les cases tenien un o fins i tot dos pisos superiors. Es fa difícil calcular la població d'Herculà, però possiblement tenia uns 5000 habitants.
A la dècada dels noranta es van trobar uns dos-cents cadàvers que havien quedat en la mateixa posició en què van morir i els esquelets n'havien quedat conservats perfectament per la cendra.

## Galeria d'imatges

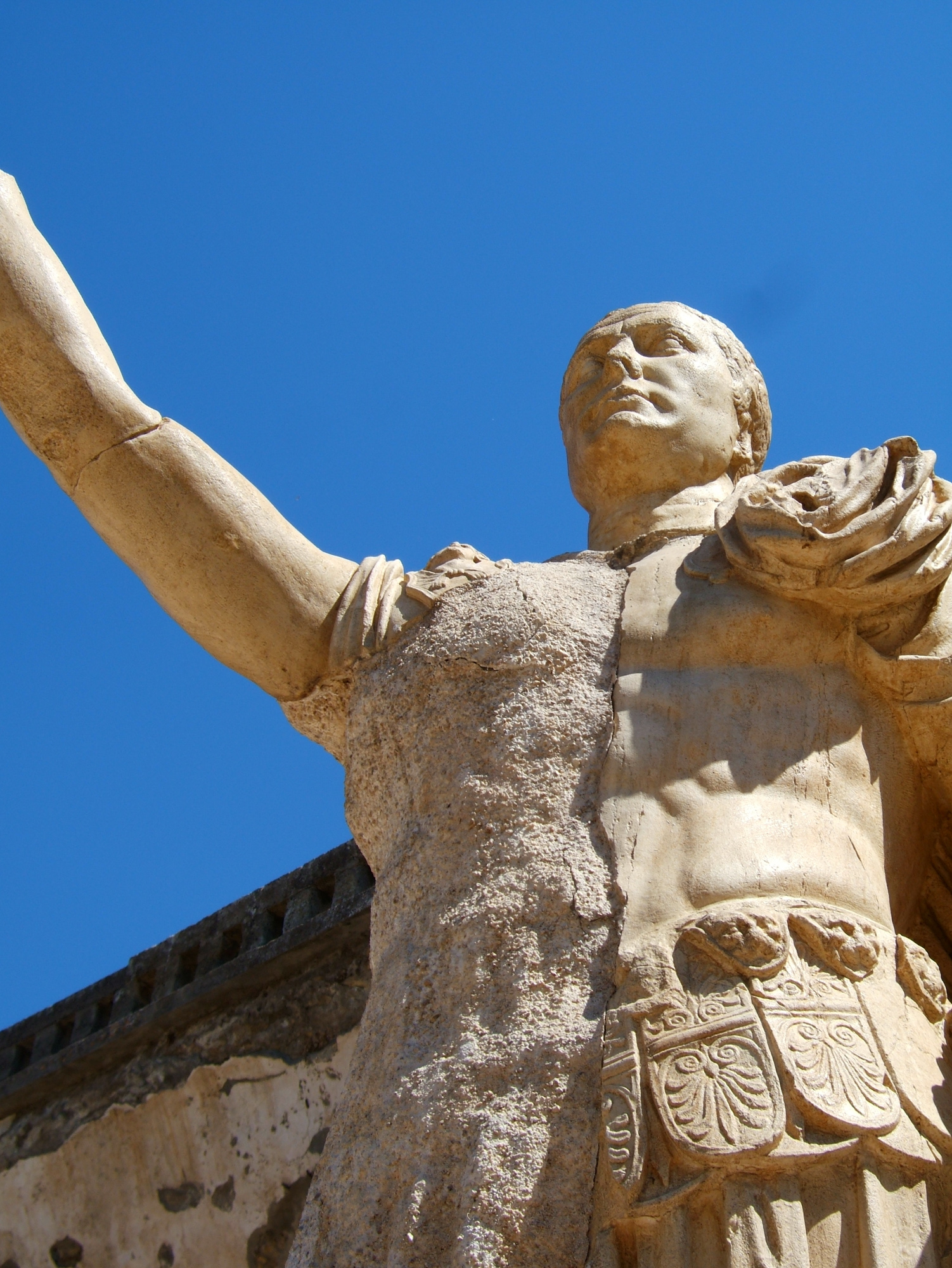
Noni Balb, davant les Termes Suburbanes
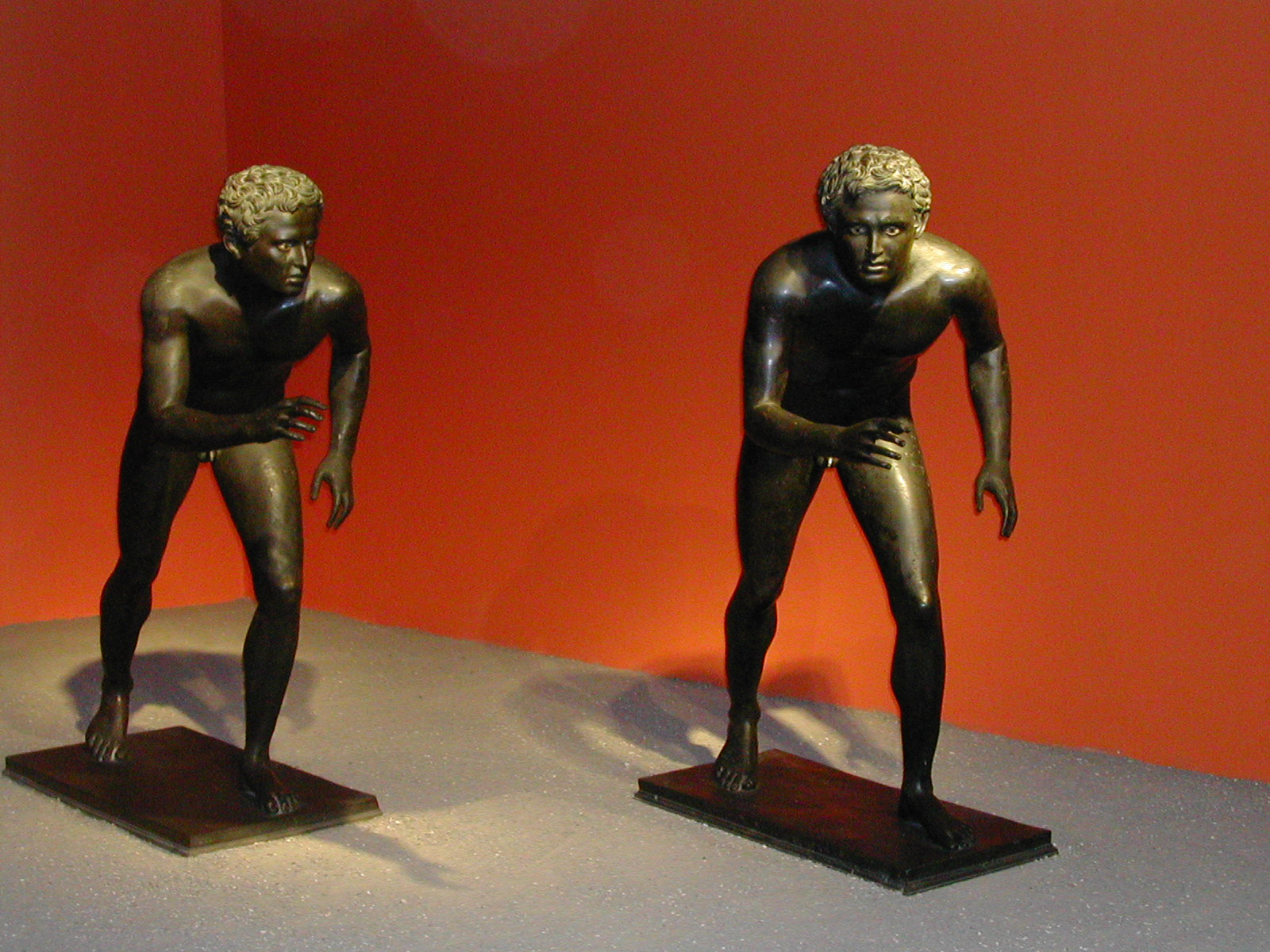
Corredors de la Vil·la dels Papirs (MANN)
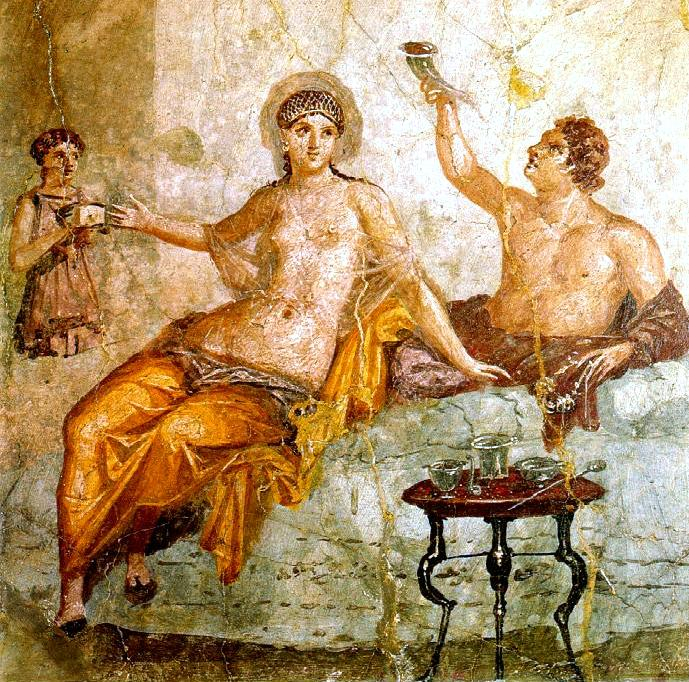
Fresc amb escena de banquet (MANN)
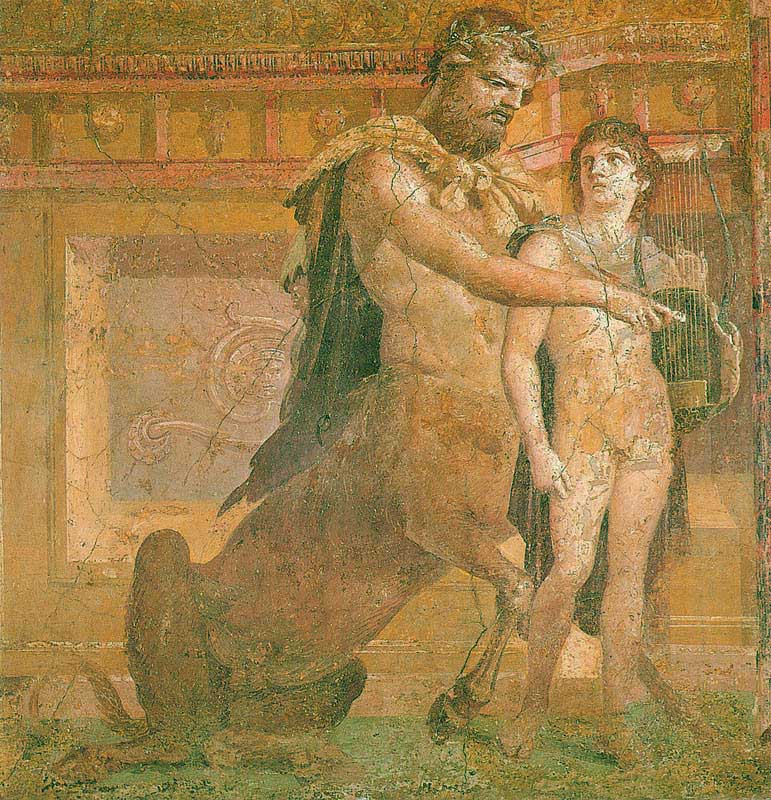
Quiró i Aquil·les, fresc de la Basílica (MANN)
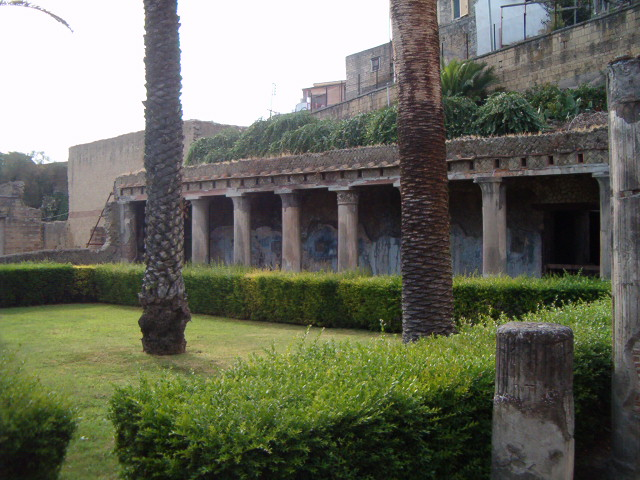
Casa d'Argos
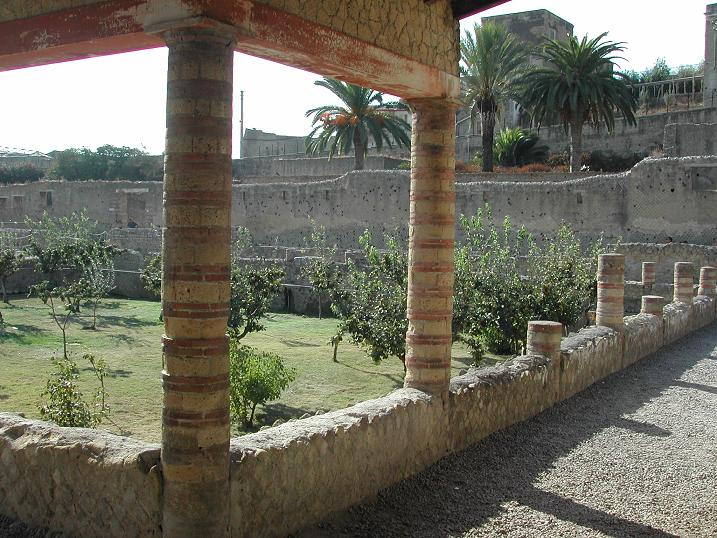
Casa de l'Alberg
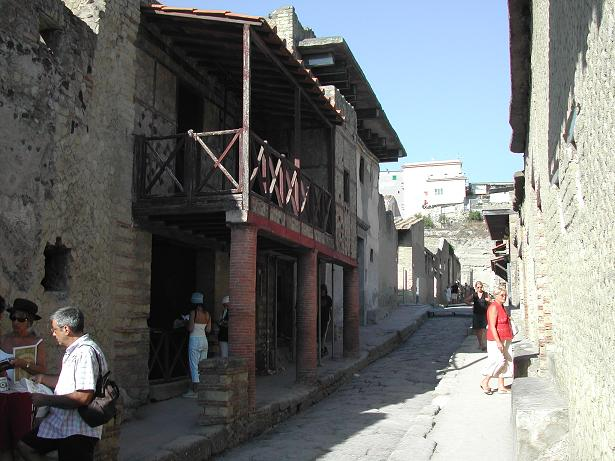
Casa del Canyís
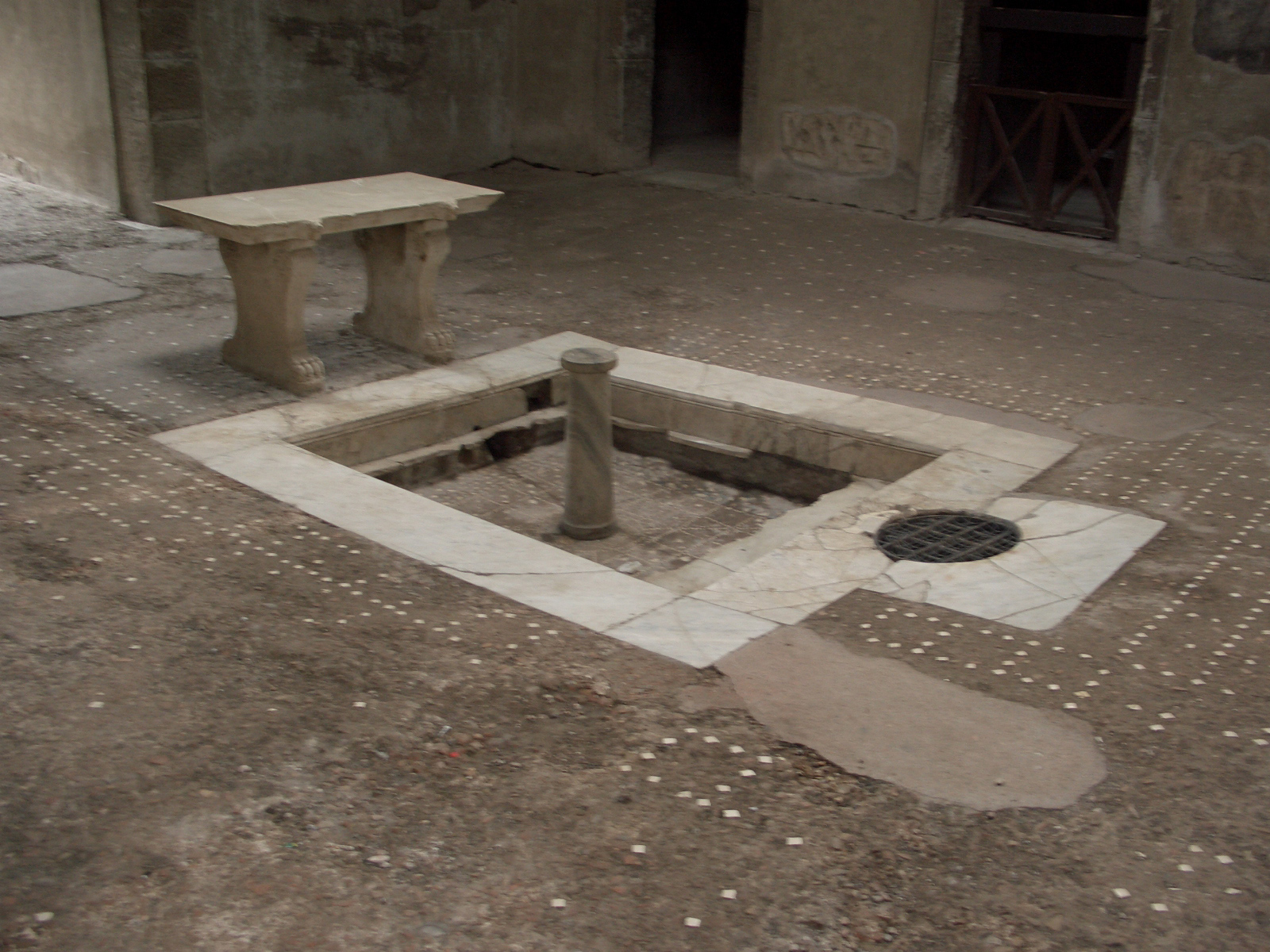
Impluvium (cisterna) de la Casa de l'Envà de Fusta
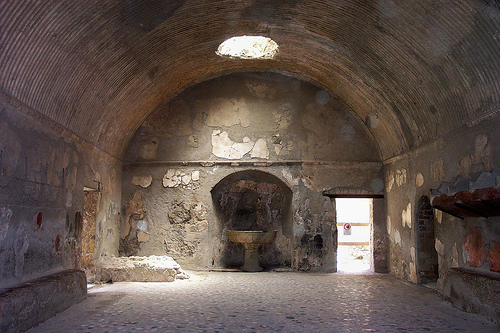
Apodyterium (vestidor) de les Termes
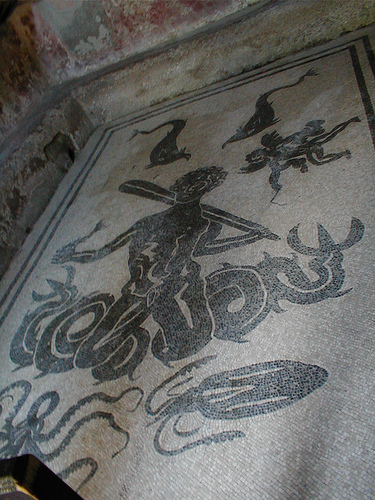
Mosaic de Tritó al frigidari de les Termes femenines
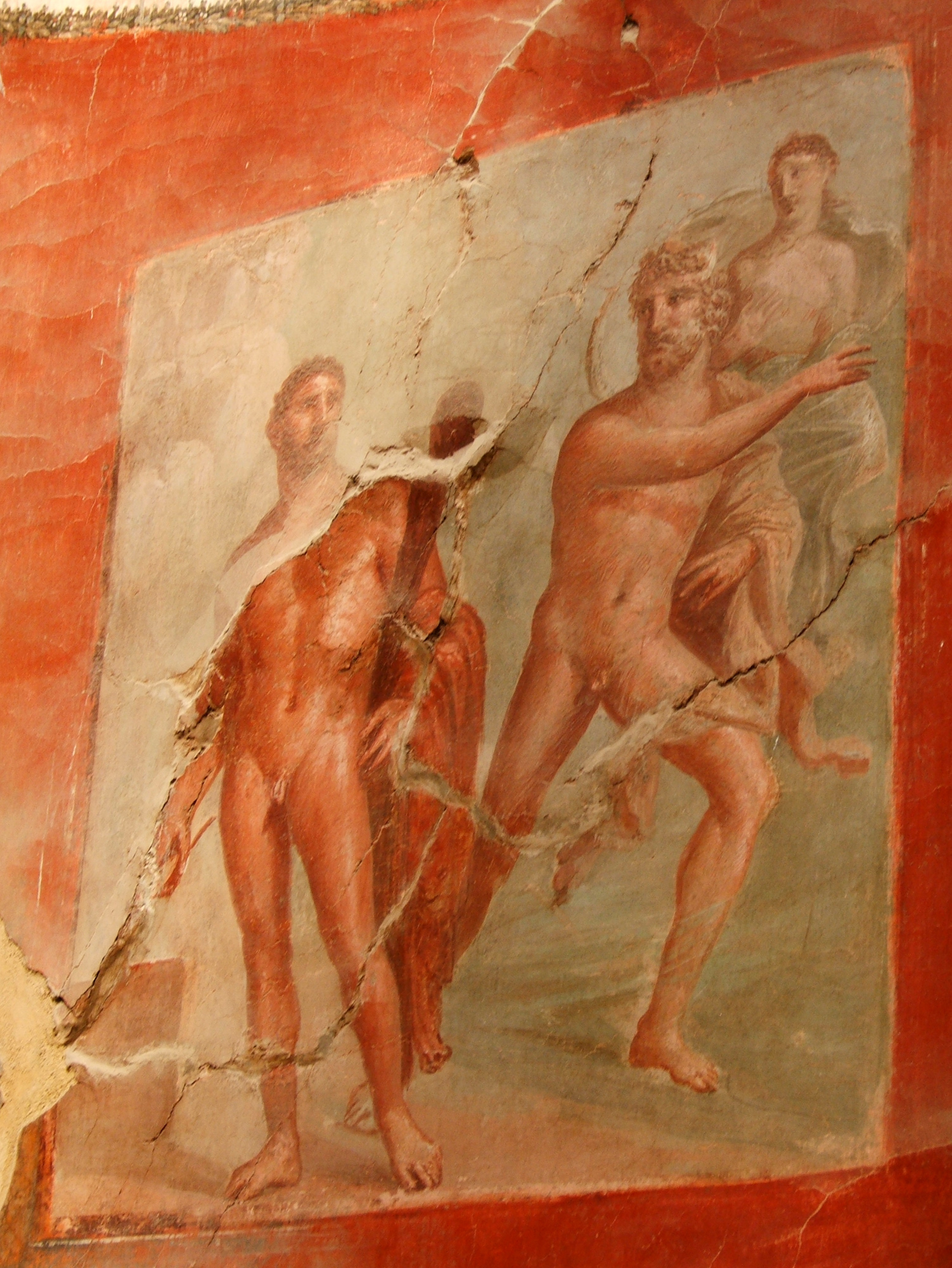
Col·legi dels Augustals, fresc d'Hèrcules i Aqueloos
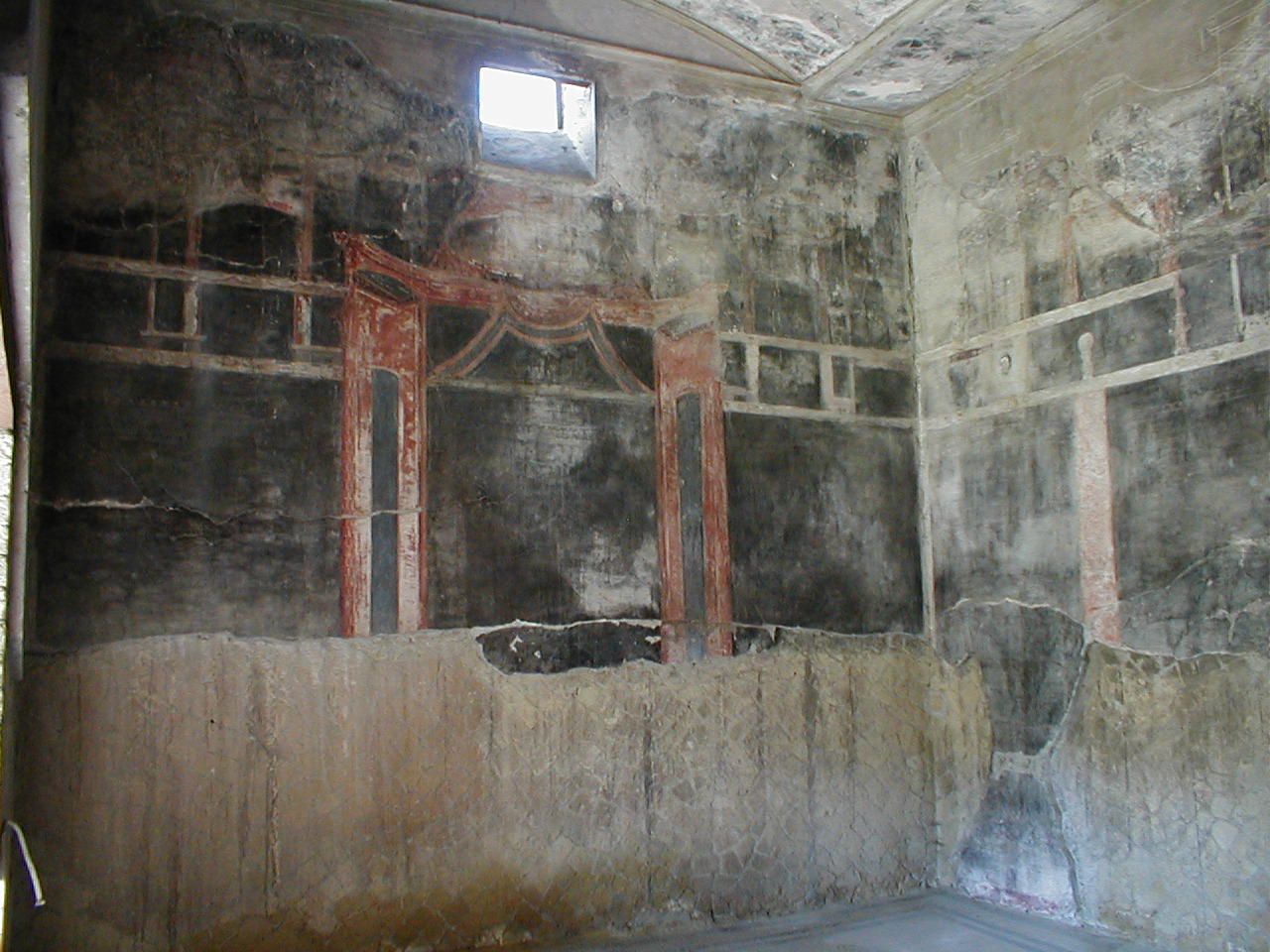
Pintures murals de la Casa del Saló Negre
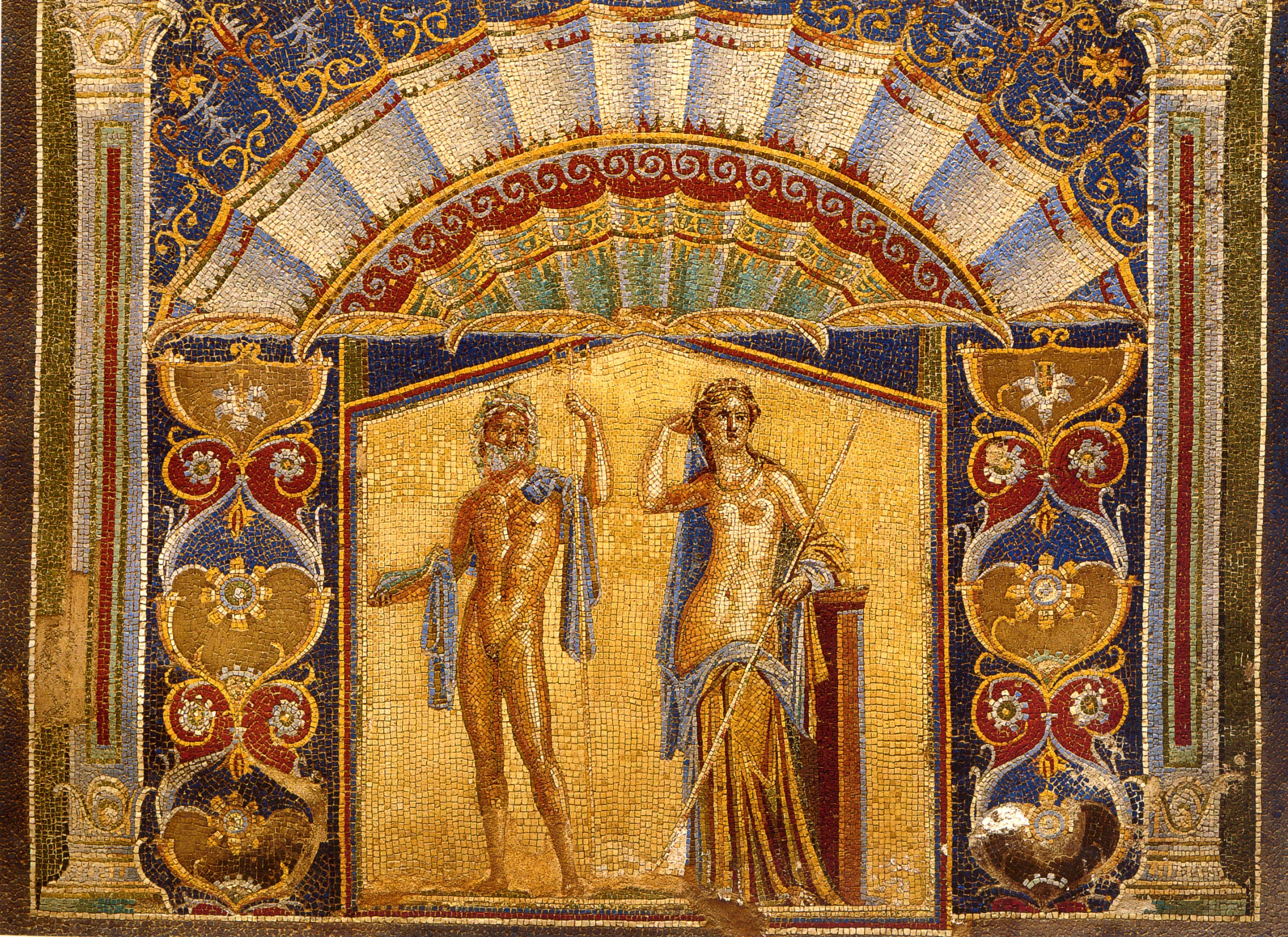
Mosaic de la Casa de Neptú i Amfitrite
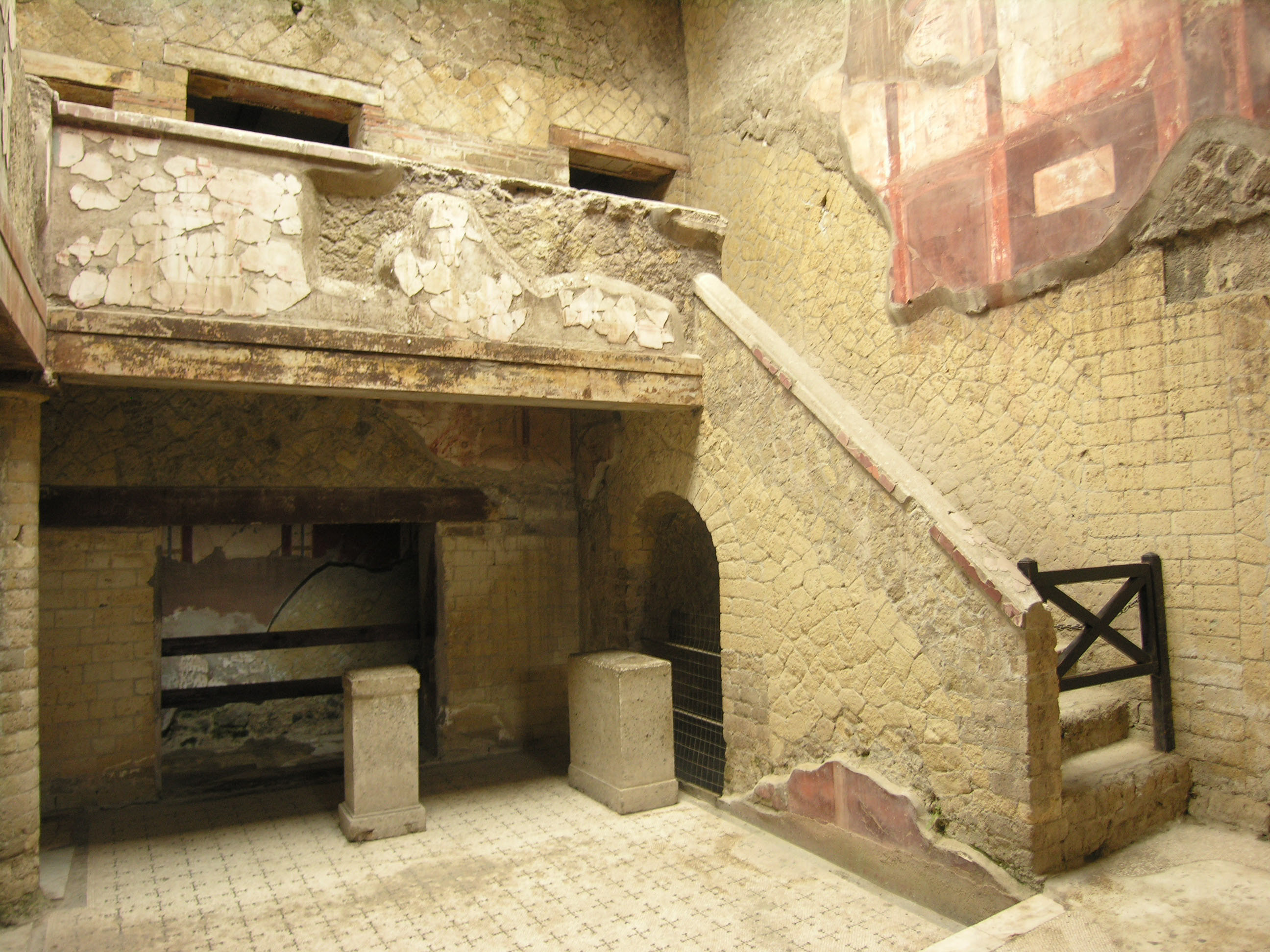
Casa del Pati Bonic
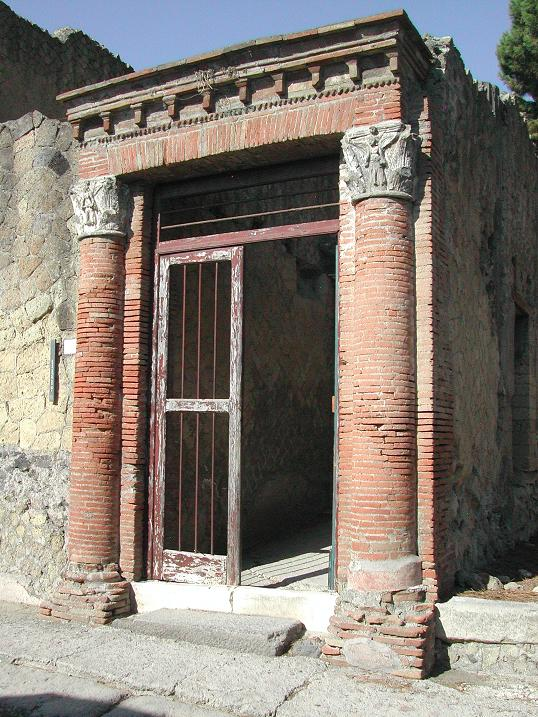
Casa del Gran Portal
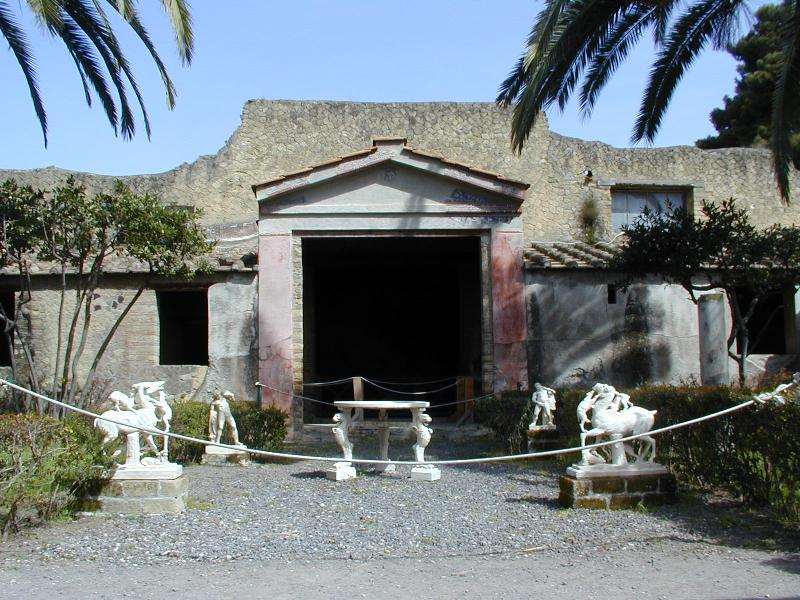
Casa dels Cérvols
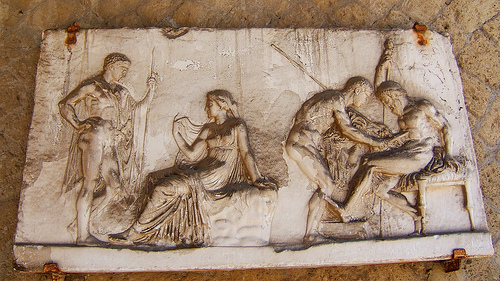
Relleu de Tèlef
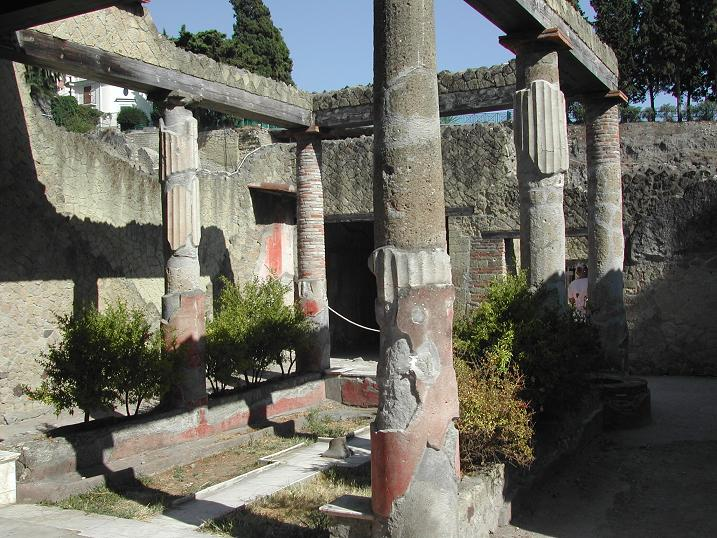
Casa de l'Atri Corinti
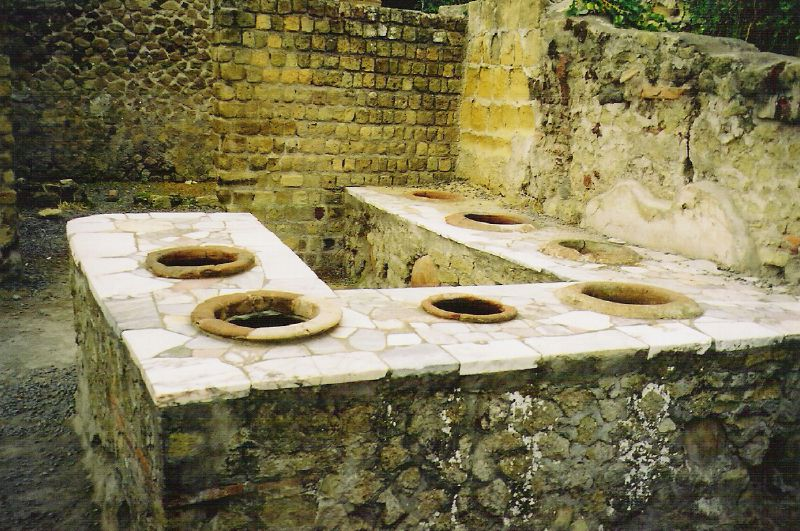
Thermopolium (taverna de menjar calent)
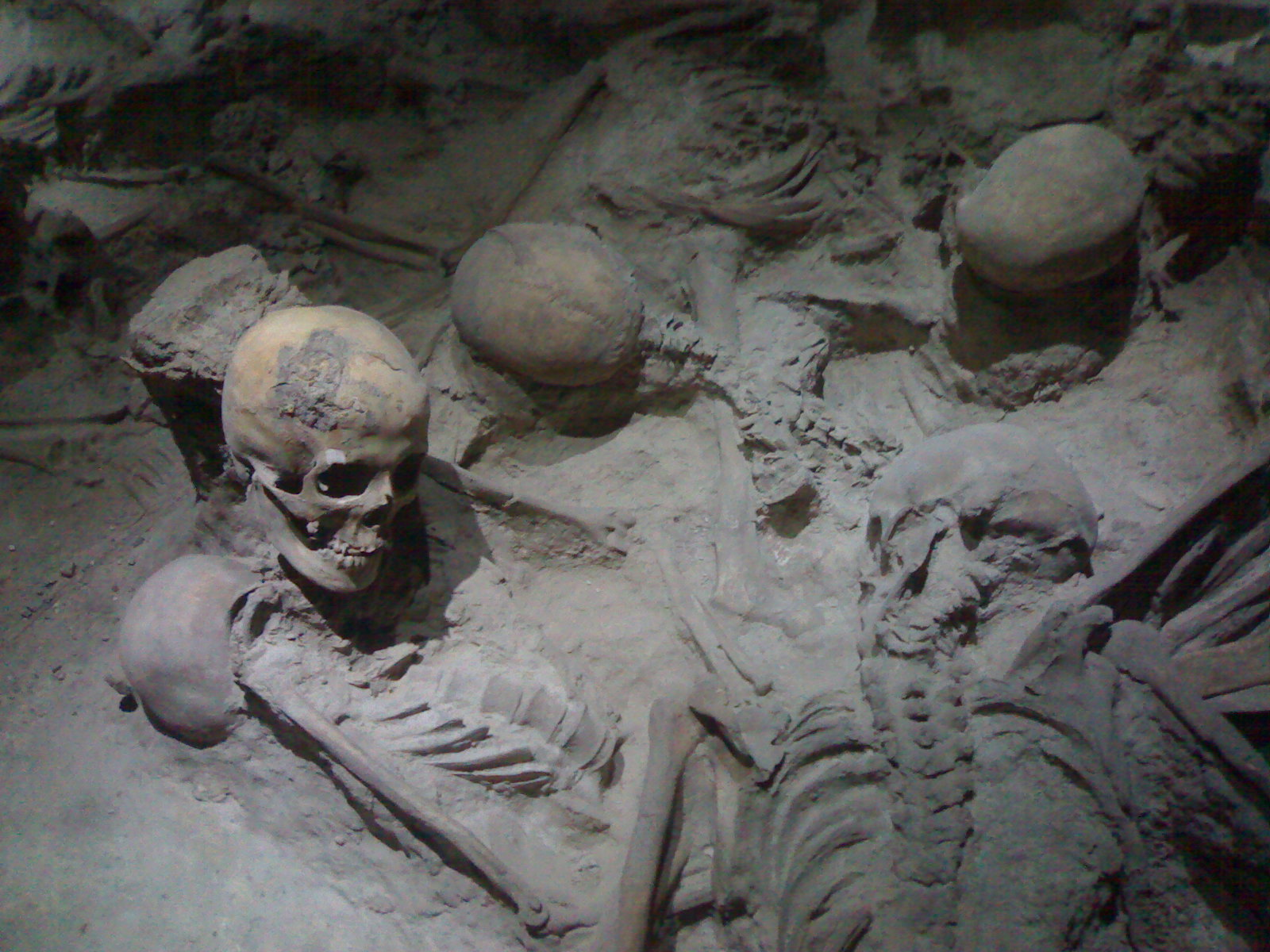
Esquelets trobats prop del port (MANN)